# Phục bích
Phục bích (chữ Hán: 復辟), còn được phiên âm là phục tích hay phục tịch, nghĩa đen là "khôi phục ngôi vua"

## Phân loại
Phục bích có nhiều dạng, đại để như sau:
1. Trường hợp một vị quân chủ đã chủ động thoái vị, nhưng bởi nhiều nguyên nhân lý do khác nhau nên đã tái nhiệm khi vị quân chủ tiếp nhiệm kia không còn tại vị nữa.
2. Trường hợp một vị quân chủ đã bị phế truất bởi quyền thần hay người có địa vị cao hơn như: Thái thượng hoàng và Hoàng thái hậu (đối với Đế quốc) hoặc Thiên tử (đối với chư hầu hay phiên vương), sau đó bị giam hãm hoặc tù đày nhưng đã nỗ lực để giành lại ngai vàng thành công.
3. Trường hợp một vị quân chủ đã bị lật đổ bởi các cuộc cách mạng và đảo chính trong nước, phải trốn chạy khắp nơi, sau đó nhờ sự ủng hộ của các trung thần giành giang sơn về cho mình.
4. Trường hợp một vị quân chủ đã bị các thế lực ngoại bang xâm lấn, phải lưu vong nơi rừng thiêng nước độc hoặc phải chạy rong bôn tẩu sang xứ khác rồi sau đó trục xuất được giặc để gây dựng lại cơ đồ.
5. Trường hợp một vị quân chủ của xứ này thất thế phải di trú sang nước khác, sau đó lại giành được quyền lực để trị vì ở nước sở tại, hoặc họ tự lập nghiệp khai sinh ra một quốc gia mới tại vùng đất mà họ dời đến, tuy không phải phục bích ở trong nước nhưng trên thực tế đã làm vua tới hai lần ở hai nơi.

## Những trường hợp phục bích trong lịch sử
Dưới đây là bản danh sách liệt kê tất cả những cuộc phục bích trong lịch sử nhân loại trên phạm vi toàn thế giới tự cổ chí kim, ngoài những vị vua chính thống được công nhận ở đây có bổ sung thêm những nhân vật có quyền lực tương đương quân chủ bao gồm: các vị vua tự xưng tồn tại ngắn ngủi, những vị quyền thần thế tập (Lãnh chúa, Mạc phủ), những vị đứng đầu một chính thể độc lập kiểu như Tiết độ sứ hay Thống đốc và quân phiệt cát cứ thời loạn hoặc những vị nhiếp chính cùng hoàng tử giám quốc.

### Châu Á
Tại các nước đồng văn Hán Ngữ, do ảnh hưởng trực tiếp của Nho giáo nên thời xưa những sự kiện phục bích được công nhận rất hạn chế, vì tư tưởng trung quân ái quốc thấm nhuần nên có nhiều vị quân chủ tuy thực tế đã bị phế truất hay bị giam hãm tù đày hoặc phải lưu lạc ngoài dân gian mất sạch đất đai nhưng khi họ khôi phục lại địa vị thì sử sách vẫn công nhận những năm tháng họ không cầm quyền là kỷ nguyên của họ đúng theo phương châm "được làm vua thua làm giặc", còn những nhân vật trị vì rõ ràng trong giai đoạn ấy thì đều bị coi là phản nghịch, chỉ có một số ít trường hợp khách quan được chép là phục bích mà thôi. Khu vực Trung Cận Đông thì liên quan mật thiết với Châu Âu cho nên các vụ phục bích của họ được xét theo kiểu phương Tây, còn khu vực Nam Á và các nước Đông Nam Á còn lại thì có sự chi phối bởi nền văn minh Ấn Độ nên việc phục bích cũng đi theo một chiều hướng khác.

### Châu Âu
Ở Châu Âu, trong các cuộc xung đột, hễ ai chiếm được kinh đô thì được công nhận làm vua, sau khi bị thua bỏ chạy là mất ngôi, do vậy có nhiều trường hợp một ông vua lên ngôi tới bảy tám lần là chuyện bình thường.

### Châu Phi
Các cuộc phục bích diễn ra ở Châu Phi không có gì đặc biệt, trừ khu vực Bắc Phi có lịch sử lâu đời liên quan mật thiết tới Trung Cận Đông và Châu Âu có các chế độ đồng cai trị ra, các vùng còn lại câu chuyện về phục bích chỉ đơn thuần là việc một ông vua mất ngôi rồi khôi phục lại địa vị.

### Châu Đại Dương
Nền quân chủ ở Châu Đại Dương đa phần xuất phát từ chế độ thuộc địa của thực dân Châu Âu, do đó việc phục bích mang phong cách tuyển cử và ứng cử theo kiểu nhiệm kỳ.

### Châu Mĩ
Châu Mĩ còn gọi là Tân Thế Giới mới được người Âu phát hiện năm 1492, trước đó tuy đã có một số nền văn minh lâu đời nhưng không có nhiều tư liệu ghi chép về việc phục bích ở đây, sau khi hết thời thuộc địa có nổi lên một vài trường hợp phục bích mang tính chất thay đổi chế độ chính trị, không có phương diện phục bích với tư cách cá nhân.

## Phục bích trong những phương diện khác
Ngoài trường hợp khôi phục ngai vàng của một vị quân chủ theo tính chất cá nhân, thuật ngữ Phục bích đôi khi cũng được sử dụng trong những phương diện sau:

### Phương diện huyết thống triều đại
Khi vị quân chủ đời trước làm mất nước nhưng sau đó con cháu trực hệ của họ hoặc xa hơn là một nhân vật khác trong hoàng tộc nổi dậy khôi phục cơ đồ để nối tiếp chính thống triều đại đó cũng gọi là Phục bích, thông thường những sự kiện trên được gọi là Trung hưng, tuy nhiên định nghĩa về việc Trung hưng không hẳn chỉ có vậy mà nó còn bao hàm nhiều định nghĩa rộng lớn hơn. Còn vấn đề phục bích trong phương diện này, có ba khía cạnh cần phân biệt, thứ nhất triều đại không bị gián đoạn trên danh nghĩa vẫn đang duy trì nhưng trong nước không có vua do nhiều nguyên nhân khách quan chủ quan khác nhau nên các đại thần phải đứng ra điều hành đất nước, thứ hai là triều đại bị gián đoạn do các cuộc đảo chính do người ngoài hoàng tộc thực hiện trong cung cấm, thứ ba triều đại bị gián đoạn do các thế lực khác (như khởi nghĩa nông dân hay quân phiệt cát cứ) từ bên ngoài can thiệp. Dưới đây là những trường hợp tiêu biểu:

#### Khía cạnh duy trì ngôi vị
1. Năm 2186 TCN, vua Thái Khang nhà Hạ đi săn ở đất Lạc, vua nước Hữu Cùng là Hậu Nghệ bí mật điều quân sang tập kích kinh đô Châm Tầm, sau đó Hậu Nghệ đem binh ra chặn bờ sông, phong toả lối về của Thái Khang. Thái Khang không về được đành phải lưu vong suốt 27 năm cho đến khi mất ở bên ngoài vào năm 2160 TCN, thời gian này Hậu Nghệ là nhân vật chi phối công việc chính sự, khi hay tin Thái Khang qua đời, Hậu Nghệ lập người em của ông là Trọng Khang lên ngôi.[4]
2. Năm 841 TCN, Chu Lệ Vương bị nhân dân nổi dậy đánh đuổi phải bỏ chạy sang đất Trệ, các đại thần họp bàn mời Chu Định Công và Triệu Mục Công tạm thời thay mặt nhà vua giữ quyền nhiếp chính, trên lịch sử gọi là thời Chu Triệu cộng hòa, nền cộng hòa đầu tiên trên Thế giới. Đến năm 828 TCN, Chu Lệ Vương qua đời ở đất Trệ, hai vị nhiếp chính thoái nhiệm, rước Thái tử Cơ Tĩnh lên ngôi, đó chính là Chu Tuyên Vương.[5]
3. Năm 684 TCN, Sái Ai Hầu Cơ Hiến Vũ đem quân đi cứu nước Tức nhưng do vua Tức đã thông đồng với vua Sở từ trước (Tức hầu vốn thù Sái hầu vì thất lễ với phu nhân Tức Quy của mình) nên bị Sở Văn Vương bắt được, ông bị giam cầm ở đất Sở suốt 9 năm, lịch sử gọi giai đoạn này là "khấu lưu Sở quốc". Năm 675 TCN, Sái Ai Hầu chết ở đất Sở, người nước Sái mới lập con ông là Cơ Hật lên làm vua, tức là Sái Mục Hầu.[6]
4. Năm 517 TCN, Lỗ Chiêu Công Cơ Trù đem quân đi đánh họ Quý, Quý Bình Tử Quý tôn Ý Như được họ Mạnh và họ Thúc giúp đỡ liên thủ đánh bại nhà vua, ông phải bỏ chạy sang nước Tề rồi sang nước Tấn mượn binh phục tịch nhưng đều không thành công. Trong thời gian vua Lỗ lưu vong, Tam Hoàn không lập vua mới mà thay nhau điều hành chính sự nước Lỗ cho đến năm 510 TCN, sau khi Lỗ Chiêu Công qua đời, Tam Hoàn mới phế bỏ Thế tử Cơ Diễn mà lập em nhà vua là công tử Cơ Tống lên nối ngôi, tức là Lỗ Định Công.[7]
5. Năm 316, quân Hán Triệu tộc Hung Nô tiến đánh Trường An, bắt sống Tấn Mẫn Đế, một số châu quận ở Giang Nam vẫn thế thủ chống lại loạn Ngũ Hồ nhưng không có người cầm trịch. Trước tình hình đó, các dòng họ lớn ở đây ủng hộ một tôn thất nhà Tấn là Tư Mã Duệ tạm thời làm Tấn vương vào năm 317 cầm quyền chỉ huy vùng Giang Nam vì khi đó Mẫn Đế đang bị cầm tù ở Bình Dương. Năm 318, Mẫn Đế bị vua Hán là Lưu Thông giết, tin đó truyền đến Kiến Khang, Tư Mã Duệ bèn lên ngôi Hoàng đế, trên lịch sử gọi là nhà Đông Tấn.[8]

#### Khía cạnh đảo chính cung đình
1. Năm 2120 TCN, Đế Tướng nhà Hạ làm mất nước về tay Hậu Nghệ đến con là Thiếu Khang sau nhiều năm đấu tranh gian khổ nương tựa bên ngoại (bộ lạc Hữu Nhưng) và bên vợ (bộ lạc Hữu Ngu) mới gây dựng lại được lực lượng vũ trang để đánh bại Hàn Trác khôi phục ngai vàng vào năm 2080 TCN, như vậy nhà Hạ mất ngôi tới 40 năm.[9]
2. Năm 8, vua Nhũ Tử Anh nhà Hán bị Vương Mãng phế truất, năm 23 tuy Cánh Thủy Đế Lưu Huyền có lật đổ được nhà Tân nhưng thời gian tồn tại ngắn ngủi, chỉ hai năm sau thì người trong họ là Hán Quang Vũ Đế Lưu Tú lại nổi lên đánh bại Lưu Huyền và các thế lực cát cứ khác mới ổn định triều đại, nhà Hán chính thức bị gián đoạn 15 năm.[10]
3. Năm 318, Hán Ẩn Đế Lưu Xán bị nhạc phụ Cận Chuẩn sát hại, Cận Chuẩn lên ngôi tự xưng là Hán Thiên Vương, những thân vương và lão thần nhà Hán chạy thoát khỏi kinh thành đã tôn một người trong hoàng tộc là Lưu Diệu làm hoàng đế. Ngay sau đó Lưu Diệu đem quân đánh bại lực lượng của Cận Chuẩn để khôi phục giang sơn, nhận thấy quốc hiệu Hán không lừa được người Hán, Lưu Diệu bèn đổi tên nước là Triệu, sử gọi là Tiền Triệu.[11]
4. Năm 385, đại thần Đinh Linh bộ là Tư mã Tiên Vu Khất đã ra tay sát hại thủ lĩnh Địch Chân để cướp ngôi, đổi quốc hiệu là Triệu. Không lâu sau, em họ của Địch Chân là Địch Thành hưng binh quật khởi, tiêu diệt Tiên Vu Khất, khôi phục lại Đinh Linh bộ.[12]
5. Năm 386, Tây Yên chiếm được kinh đô Trường An của nước Tiền Tần, những binh lính Tây Yên muốn trở về quê hương nhưng quân chủ của họ là Uy Đế Mộ Dung Xung lại có ý định cư ở đây, tướng Hàn Diên đã ám sát Mộ Dung Xung trong một cuộc chính biến và ủng hộ một nhân vật là Đoàn Tùy lên làm Yên vương. Chưa đầy một tháng, các tôn thất Tây Yên như: Mộ Dung Hằng và Mộ Dung Vĩnh đã phục kích Đoàn Tùy và giết chết ông này, họ ủng hộ Mộ Dung Nghĩ, là con trai của Nghi Đô vương Mộ Dung Hoàn thời Tiền Yên lên làm Yên vương.[13]
6. Năm 398, một nhân vật ngoại thích là Lan Hãn đã sát hại Hậu Yên Huệ Mẫn Đế Mộ Dung Bảo để đoạt ngôi, sau đó đổi niên hiệu rồi tự xưng là Đại thiền vu và Xương Lê vương. Mấy tháng sau, Mộ Dung Thịnh (con trai của Mộ Dung Bảo, cũng là con rể của Lan Hãn) đã làm binh biến giết sạch cả nhà nhạc phụ, qua đó khôi phục lại ngôi vua cho dòng họ Mộ Dung của chính quyền Hậu Yên.[14]
7. Năm 551, Dự Chương Dương Tiêu Đống của nhà Lương bị quyền thần Hầu Cảnh ép phải nhường ngôi, Hầu Cảnh đổi quốc hiệu là Hán, giáng Hoàng đế nhà Lương xuống làm Hoài Âm Vương. Năm 552, Tương Đông Vương Tiêu Dịch (con trai thứ 7 của Lương Vũ Đế Tiêu Diễn) dấy binh tấn công Hán đế Hầu Cảnh, Hầu Cảnh thua to bỏ chạy rồi bị giết, Tiêu Dịch vào kinh đô Kiến Khang, sai người giết chết Tiêu Đống rồi đăng cơ, tức Lương Nguyên Đế, ngôi vua nhà Lương được phục hồi.[15]
8. Năm 944, Ngô Tiên Chủ qua đời, em vợ Dương Tam Kha chớp thời cơ cướp ngôi cháu là Ngô Xương Ngập tự xưng là Dương Bình Vương, sự kiện trên khiến nhà Ngô bị gián đoạn trong sáu năm. Đến năm 950, Dương Bình Vương sai người cháu khác là Ngô Xương Văn đi đánh Thái Bình (khu vực Sơn Tây, Vĩnh Phúc ngày nay vốn thuộc lãnh địa của các sứ quân Nguyễn Khoan và Ngô Nhật Khánh), Ngô Xương Văn bất ngờ dẫn quân quay lại tập kích lật đổ Dương Tam Kha, giáng xuống làm Chương Dương sứ, Ngô Xương Văn mời người anh Ngô Xương Ngập về triều để cùng làm vua trị vì đất nước, sử gọi là Hậu Ngô Vương.[16]
9. Năm 1094, quyền thần Cao Thăng Thái ép Bảo Định Đế Đoàn Chính Minh của Vương quốc Đại Lý phải thoái vị để thiện nhượng cho mình, đổi quốc hiệu là Đại Trung. Năm 1096, Cao Thăng Thái lâm bệnh nặng, nhân cơ hội này, 37 bộ tộc từng ủng hộ họ Cao trong việc dẹp loạn và phế lập lại nổi loạn. Cao Thăng Thái trước khi chết đã dặn con là Cao Thái Minh hoàn trả ngôi vị lại cho họ Đoàn, Cao Thái Minh tôn lập em của Đoàn Chính Minh là Đoàn Chính Thuần lên ngôi vua Đại Lý, nhờ đó liên kết lại thế lực dẹp loạn 37 bộ tộc, được giữ lại ngôi vị Tướng quốc.[17]
10. Năm 1369, vua Trần Dụ Tông băng hà, con nuôi là Trần Nhật Kiên (tức Dương Nhật Lễ) kế vị, các tông thất họ Trần ban đầu không ai có phản ứng gì. Tuy nhiên, ít lâu sau Trần Nhật Kiên lại dùng các anh em khác mẹ của Dụ Tông làm Tể tướng rồi lại đổi về họ Dương thành thử hoàng tộc họ Trần nổi dậy chống đối, họ tiến hành chính biến hạ bệ Dương Nhật Lễ phế truất làm Hôn Đức Công vào năm 1370, tiếp đó họ đưa Cung Định Vương Trần Phủ lên ngôi nối lại cơ nghiệp nhà Trần, đó là vua Trần Nghệ Tông.[18]
11. Năm 1527, vua Lê Cung Hoàng bị quyền thần Mạc Đăng Dung phế truất, năm 1533 vua Lê Trang Tông được Nguyễn Kim lập ở Ai Lao tuyên bố khôi phục nhà Lê. Nhưng phải mãi đến năm 1593, đời vua Lê Thế Tông, nhà Hậu Lê mới đánh bại được nhà Mạc để trung hưng.[19]

#### Khía cạnh ngoại lực tác động
1. Năm 1985 TCN, thủ lĩnh Hữu Dịch là Miên Thần bất ngờ mở cuộc tập kích đánh úp nước Thương, quân chủ nước Thương là Vương Hợi không kịp trở tay nên bị sát hại trong đám loạn quân, điều này khiến nhà Thương suýt nữa đã biến mất khỏi vũ đài lịch sử. Em Vương Hợi là Vương Hằng dẫn người con nhỏ của Vương Hợi là Thượng Giáp Vi chạy vào rừng sâu tổ chức kháng chiến chống xâm lăng, đến năm 1981 TCN, Thượng Giáp Vi đánh bại và giết chết Miên Thần để trả thù cho cha và phục hưng cơ nghiệp tổ tiên.[20]
2. Năm 534 TCN, Sở Linh Vương sai tướng Xuyên Phong Tuất đem quân đánh chiếm nước Trần, vua Trần là công tử Lưu thất bại phải bỏ chạy sang nước Trịnh, Sở Linh Vương phong Xuyên Phong Tuất làm Trần công cai trị nước Trần. Năm 529 TCN, nhân lúc Sở Linh vương đi đánh nước Từ, em là công tử Khí Tật tạo phản, làm binh biến giết chết anh tự xưng làm vua Sở, tức Sở Bình Vương. Sở Bình Vương muốn kết thân với chư hầu, hạ lệnh cho Xuyên Phong Tuất rút về, trả lại nước Trần cho họ Quy, tìm con thế tử Yển Sư (tức cháu nội của Trần Ai Công) là Quy Ngô lập làm vua, tức là Trần Huệ Công.[21]
3. Năm 531 TCN, Sở Linh Vương dụ Sái Linh Hầu đến hội ở đất Thân, vua Sái thế yếu đành phải đến hội, vua Sở đổ phục binh ra bắt giữ Sái Linh Hầu rồi giết chết ông. Sau đó vua Sở sai công tử Khí Tật mang quân đánh bại nước Sái, giết thế tử Ẩn lấy máu làm lễ tế thần, Khí Tật được Sở Linh vương lệnh làm Sái công cai trị đất Sái. Năm 528 TCN, sau khi lên ngôi một năm, cùng việc trao trả độc lập cho nước Trần, Sở Bình Vương cũng quyết định cho nước Sái phục hồi, con trai của thế tử Ẩn là Cơ Lư được lập lên làm vua Sái mới, tức là Sái Bình Hầu, nhưng phải di chuyển kinh đô tới Lữ Đình (nay là huyện Tân Thái).[22]
4. Năm 406 TCN, nước Ngụy mở cuộc tiến công toàn diện ồ ạt vào lãnh thổ nước Trung Sơn, Trung Sơn Vũ Công Cơ Quật bị bất ngờ không kịp trở tay và tử trận, nước Trung Sơn mất. Năm 488 TCN, sau nhiều năm chiến đấu gian khổ quật cường, con trai Trung Sơn Vũ Công là Trung Sơn Hoàn Công Cơ Hằng đã đánh đuổi được quân Ngụy ra khỏi bờ cõi, nhờ vậy nước Trung Sơn được phục hưng.[23]
5. Năm 317 TCN, Yên vương Khoái bắt chước vua Nghiêu vua Thuấn nhường ngôi cho tướng quốc Tử Chi, được ba năm thì trong nước xảy ra biến loạn, Tề Tuyên Vương thừa cơ đem quân sang đánh giết chết cả Yên vương Khoái lẫn Tử Chi rồi chiếm đóng nước Yên, Thái tử Bình bỏ trốn. Năm 311 TCN, quân Tề buộc phải rút quân về nước do phong trào phản kháng của người nước Yên và một số chư hầu khác, Thái tử Bình được rước về lên nối ngôi, đó là Yên Chiêu Tương Vương, nước Yên hồi sinh.[24]
6. Năm 285 TCN, nước Tề bị các nước chư hầu Yên, Ngụy, Tần, Triệu và Hàn tấn công, Tề Mẫn Vương phải bỏ chạy, sau đó bị giết chết. Thái tử Điền Pháp Chương bỏ trốn và thay tên đổi họ ở nước Cử, người nước Cử tìm dòng dõi vua Tề để lập người kế nghiệp, Điền Pháp Chương bèn công khai thân phận của mình, ông được người nước Cử tôn làm vua, tức là Tề Tương Vương. Năm 278 TCN, Điền Đan ở Tức Mặc dùng kế đại phá quân Yên, quân Yên phải rút về nước, nước Tề được khôi phục, Điền Đan rước Tề Tương Vương về Lâm Tri.[25]
7. Năm 230 TCN, nước Hàn bị quân Tần đánh bại, Hàn vương An bị bắt làm tù binh. Năm 208 TCN, một người thuộc dòng khanh tướng nước Hàn là Trương Lương đề nghị với tướng nước Sở là Hạng Lương lập vua nước Hàn để tăng thêm vây cánh, Hạng Lương nghe theo, sai Trương Lương đi tìm dòng dõi tôn thất nước Hàn là Hàn Thành, lập làm vua, nước Hàn thời Chiến Quốc tái lập.[26]
8. Năm 228 TCN, Triệu U Mục Vương thất thế đành chịu cảnh "nước mất nhà tan", người anh là Triệu Gia rút chạy về đất Đại cố gắng kháng cự với quân Tần đến năm 222 TCN thì bị tiêu diệt hoàn toàn. Năm 209 TCN, Sở Ẩn Vương Trần Thắng sai tướng Vũ Thần cùng Trương Nhĩ và Trần Dư đi đánh đất Triệu, đánh được nước Triệu, Trương Nhĩ và Trần Dư tôn Vũ Thần làm Triệu vương. Nhưng Vũ Thần bị phản tướng Lý Lương giết, Trương Nhĩ và Trần Dư tìm người thuộc dòng dõi nước Triệu là Triệu Yết để tôn làm vua vào năm 208 TCN.[27]
9. Năm 225 TCN, nước Ngụy bị nước Tần xóa sổ, Ngụy vương Giả trở thành "vong quốc chi quân". Năm 209 TCN, tôn thất nước Ngụy là Ngụy Cữu tham gia khởi nghĩa Trần Thắng được phong tước Ninh Lăng quân, ít lâu sau có người là Chu Thị vốn là tướng cũ của nước Ngụy có công chiêu hàng đất Ngụy về với chính quyền Trương Sở của Trần Thắng, Trần Thắng định phong Chu Thị làm Ngụy vương nhưng ông này không nghe, do đó ngôi vua Ngụy được trao cho Ngụy Cữu, nước Ngụy tái lập.[28]
10. Năm 223 TCN, nước Sở của Xương Bình quân mất, danh tướng Hạng Yên không trụ nổi bởi sức công phá quyết liệt của quân Tần do Vương Tiễn chỉ huy. Năm 209 TCN, có Tương Cương rồi đến Trần Thắng và Cảnh Câu đều tự xưng Sở vương để dấy nghiệp nhưng đều bị dẹp tan, tiếp theo có Hạng Lương (con của Hạng Yên) tìm được hậu duệ của Sở Hoài Vương Hùng Hoè ngày trước là Hùng Tâm lập lên làm vua vào năm 208 TCN, để gợi nhớ đến vị vua Sở đã chết ở đất Tần, Hạng Lương suy tôn Hùng Tâm là Sở Hoài Vương, sau này chính là Sở Nghĩa Đế.[29]
11. Năm 221 TCN, nước Tần tung quân ồ ạt tiến về phía đông, Tề Kính Vương Điền Kiến không chống nổi buộc phải xin hàng, nước Tề diệt vong. Năm 209 TCN, sau khi Tần Thủy Hoàng chết, các tay anh hùng thảo dã dấy binh khắp nơi, một người trong dòng dõi vương tộc nước Tề là Điền Đam cũng nằm trong số đó, ông tự xưng vương khôi phục lại nước Tề thời Chiến Quốc.[30]
12. Năm 370, Yên U Đế Mộ Dung Vĩ thất thế phải đầu hàng quân Tiền Tần, bị giáng làm Tân Hưng Hầu, nhà Tiền Yên diệt vong. Năm 384, nhân khi nhà Tiền Tần suy vi, con trai út của Yên Văn Minh Đế Mộ Dung Hoảng là Mộ Dung Thùy thừa cơ nổi lên gây dựng lại nước Yên, sử gọi là Hậu Yên.[31]
13. Năm 371, Tần Cảnh Minh Đế Phù Kiện tiến đánh Cừu Trì, bắt được vua nước này là Dương Soán, thời kỳ Tiền Cừu Trì đến đây kết liễu. Vũ Vương Dương Định, hậu duệ đời thứ tư của Dương Mậu Sưu (quân chủ thứ năm của Cừu Trì) lợi dụng mình là con rể của Phù Kiện nắm trong tay một ít binh lực, thừa cơ nhà Tiền Tần suy yếu sau trận Phì Thủy đã phục hồi lại Cừu Trì vào năm 385 với kinh đô đặt tại Lịch Thành, sử gọi đây là giai đoạn Hậu Cừu Trì.[32]
14. Năm 376, nhà Tiền Tần hưng binh tấn công nước Đại, Chiêu Thành Đế Thác Bạt Thập Dực Kiền thua trận, cùng lúc đó nội bộ vương thất phát sinh bạo loạn sát hại nhà vua khiến nước Đại càng chóng bị diệt vong. Năm 386, cháu nội của Chiêu Thành Đế là Thác Bạt Khuê sau nhiều năm nương nhờ bên ngoại là bộ lạc Hạ Lan Dã Can đã tự lập làm Đại Vương, mấy tháng sau đổi quốc hiệu là Ngụy, và trải qua 53 năm chinh phạt thì chính quyền này thống nhất toàn miền Bắc Trung Quốc.[33]
15. Năm 439, Ngụy Thái Vũ Đế thân chinh cầm quân tiến đánh Bắc Lương, Ai Vương Thư Cừ Mục Kiền của quốc gia này thua to phải chấp nhận đầu hàng. Em trai Bắc Lương Ai Vương là Thác Vương Thư Cừ Vô Húy đã cố gắng cầm cự nhưng không thành công, sau một thời gian bôn ba khắp nơi, cuối cùng ông này đã chạy đến Cao Xương chiếm đóng ở đây rồi tuyên bố phục quốc vào năm 442, sử gọi chính quyền đó là Cao Xương Bắc Lương.[34]
16. Năm 1127, xảy ra sự biến Tĩnh Khang, cha con Tống Huy Tông và Tống Khâm Tông đều bị quân Kim bắt về phương Bắc, người Kim nhận thấy chưa đủ binh lực để chiếm nốt miền Giang Nam nên quyết định lập Trương Bang Xương làm Hoàng đế Đại Sở. Một tháng sau, khi quân Kim đã rút hết, các trung thần nhà Tống ép Sở đế phải thoái vị, qua đó ủng lập Tống Cao Tông Triệu Cấu lên ngôi, nhà Tống nhờ đó được khôi phục.[35]
17. Năm 1777, chính quyền chúa Nguyễn ở Đàng Trong bị quân Nguyễn Tây Sơn tiêu diệt, Thái thượng vương Nguyễn Phúc Thuần và chúa Nguyễn Phúc Dương đều bị bắt sống rồi đem ra xử tử. Một người trong dòng tộc là Nguyễn Phúc Ánh không cam chịu đã tập hợp lực lượng ngay sau đó để kháng cự, ban đầu xưng là Đại nguyên soái Tổng quốc chính, đến năm 1780 để hợp thức hóa chính quyền với quần chúng, Nguyễn Phúc Ánh đã được bề tôi trung thành tôn lên ngôi chúa, nhưng cuộc chiến đấu này phải kéo dài tới 22 năm sau mới đánh bại được địch thủ để thu giang sơn về một mối.[36]

### Phương diện chế độ chính trị
Khi một chế độ quân chủ đã kết liễu ở một quốc gia để thay thế bằng tổ chức xã hội khác nhưng một chính khách nào đó lại dấy lên để xây dựng lại nó cũng được gọi là Phục bích, dưới đây là một số trường hợp điển hình:
1. Năm 509 TCN, vua La Mã Tarquin Kiêu hãnh bị bãi nhiệm sau khi con trai của ông Sextus Tarquinius cưỡng hiếp Lucretia, một phụ nữ quý tộc đã kết hôn được coi như tấm gương mẫu mực về đạo đức. Lucius Junius Brutus đứng đầu cuộc nổi loạn, tuyên bố chấm dứt thời kỳ vương quốc La Mã, qua đó khai sáng nền đệ nhất cộng hòa La Mã. Năm 27 TCN, sau nhiều năm lục đục đấu tranh giữa các phe phái và các thế lực cát cứ, Augustus đã thống nhất toàn lãnh thổ La Mã, tự xưng làm Hoàng đế, chính thức tái lập chế độ quân chủ, đế quốc La Mã mở màn.[37]
2. Năm 1649, trong cuộc Nội chiến Anh lần thứ nhì, vua Charles I bị bắt và đưa ra xét xử, bị kết án tử hình vì tội phản quốc, vương quyền bị xóa bỏ, nền cộng hòa được thành lập, riêng Nghị viện Scotland thì công nhận Charles II (con trai Charles I) là Quốc vương, nhà lãnh đạo nền cộng hòa Anh quốc bấy giờ là Oliver Cromwell đánh bại Charles II ở trận Worcester năm 1651 khiến Charles II phải bỏ trốn qua đại lục, tiếp đó Oliver Cromwell chinh phục Ireland rồi cai trị với tư cách bảo hộ công từ năm 1653 cho tới khi ông qua đời năm 1658. Những người bảo hoàng nhân cơ hội này đón rước Charles II về nước, đánh bại người kế nhiệm của Oliver Cromwell là Richard Cromwell vào năm 1660, chế độ quân chủ Anh hồi sinh.[38]
3. Năm 1792, Louis XVI bị bắt giữ, bị xét xử trước Nghị viện, bị kết tội phản quốc, rồi bị xử chém ngày 21 tháng 1 năm 1793, nền Đệ Nhất Cộng hòa Pháp được thành lập với Hội nghị Quốc ước do Maximilien Robespierre lãnh đạo Ước pháp. Nhưng năm 1804, Đệ nhất Tổng tài Napoléon I tuyên bố khôi phục chế độ quân chủ, tự xưng làm Hoàng đế, chính thức thành lập Đệ Nhất Đế chế Pháp.[39]
4. Năm 1806, Hoàng đế Haiti Jean-Jacques Dessalines bị ám sát trong một trận phục kích chống quân nổi loạn ở gần Port-au-Prince, đế quốc Haiti bị chia làm hai phần, Henri Christophe làm Chủ tịch Bắc Haiti, năm sau lên làm Tống thống Quốc gia Haiti còn Alexandre Sabès Pétion làm Chủ tịch Nam Haiti. Năm 1811, Henri Christophe tự lập làm Hoàng đế Haiti với danh hiệu Henri I, tuyên bố khôi phục chế độ quân chủ ở miền Bắc, đó là Vương quốc Haiti.[40]
5. Năm 1818, Quốc vương Haiti Henri I bị đột quỵ thành thử mất năng lực lãnh đạo đất nước, nổi loạn diễn ra và ông vua này đã tự sát bằng súng. Tổng thống Nam Haiti Jean-Pierre Boyer nhân cơ hội hiếm có đã đem quân lên phía Bắc, đất nước Haiti thống nhất về một mối dưới chế độ cộng hòa, nhưng đến năm 1849 đến đời Tổng thống Faustin Soulouque, ông này lại xưng đế với danh hiệu Faustin I.[41]
6. Năm 1823, Hoàng đế México Augustín Cosme Damián de Iturbide y Arámburu bị buộc phải thoái vị, chính phủ lâm thời tạm thời thay thế, Đệ Nhất Đế chế México cáo chung. Năm 1864, trong cuộc can thiệp của Đệ Nhị Đế chế Pháp lần thứ hai ở México, tuyên bố xóa bỏ nền Đệ Nhất Cộng hòa México bởi Hội đồng Notables, Maximiliano I (em ruột Hoàng đế Áo Franz Joseph I) nhảy lên ngai vàng để thành lập Đệ Nhị Đế chế México.[42]
7. Năm 1848, Louis-Philippe I thoái vị để thành lập nền Đệ nhị Cộng hòa Pháp do Jacques Dupont de l'Eure làm Quốc trưởng Chính phủ lâm thời. Nhưng đến năm 1852, Tổng thống Charles Louis-Napoléon Bonaparte làm lễ đăng cơ, tuyên bố lập lại nền quân chủ để xây dựng Đệ Nhị Đế chế Pháp.[43]
8. Năm 1873, Amadeo I thoái vị để thành lập nền Đệ Nhất Cộng hòa Tây Ban Nha do Estanislao Figueras làm Tổng thống. Nhưng năm 1874, Alfonso XII đã tiến hành chính biến thành công, qua đó khôi phục chế độ quân chủ lần thứ nhất.[44]
9. Năm 1931, Alfonso XIII từ nhiệm để thành lập Đệ Nhị Cộng hòa Tây Ban Nha do Niceto Alcalá-Zamora làm Tổng thống, nhưng sau cái chết của nhà độc tài Francisco Franco vào năm 1975 thì Juan Carlos I tuyên bố lên ngôi xây dựng lại nền quân chủ theo luật kế vị được Francisco Franco ban hành.[45]
10. Năm 1912, Thanh Cung Tông Ái Tân Giác La Phổ Nghi mất ngôi, quyền lực chỉ còn trong phạm vi Tử Cấm Thành, nền cộng hòa được thành lập do Tôn Trung Sơn làm Đại tổng thống lâm thời Trung Hoa Dân Quốc. Nhưng năm 1915, Tổng thống Viên Thế Khải tự xưng là Hoàng đế Trung Quốc, tuyên bố khôi phục đế chế với niên hiệu Hồng Hiến, qua đó xây dựng lên Đế quốc Trung Hoa.[46]
11. Năm 1918, sau Chiến tranh thế giới thứ nhất, đế quốc Áo-Hung tan rã, đệ nhất Vương quốc Hungary cũng lụi bại theo, Hoàng đế Karl I bị buộc phải thoái vị, nền Đệ Nhất Cộng hòa Hungary tuyên bố thành lập. Năm 1920, nỗ lực của Charles IV nhằm khôi phục chế độ quân chủ đã bị ngăn chặn bởi các mối đe dọa chiến tranh từ các nước láng giềng, tuy nhiên ông vẫn thành công trong sự thỏa thuận tái lập vương quốc Hungary dưới sự cai trị của Nhiếp chính gia Miklós Horthy, Miklós Horthy chính thức đại diện cho chế độ quân chủ Hungary của vua Charles IV.[47]

### Phương diện quốc gia dân tộc
Khi một quốc gia bị ngoại bang dày xéo sau đó biến thành một vùng trực thuộc khiến triều đại của người bản xứ cũng tiêu vong, cho đến một giai đoạn nào đó có người nổi dậy đánh đuổi được giặc ra khỏi bờ cõi để khôi phục giang sơn xã tắc cũng được gọi là Phục bích, trường hợp này gắn liền với việc Phục quốc nhiều hơn nhưng nó chỉ mang tính cục bộ ở chế độ quân chủ, dưới đây là một số trường hợp cụ thể:
1. Năm 111 TCN, nhà Tây Hán tiêu diệt nước Nam Việt đổi gọi thành Giao Chỉ bộ, Triệu Thuật Dương Vương bị phế xuống tước Hầu, thời kỳ Bắc thuộc lần thứ nhất bắt đầu. Mãi đến năm 40, Hai Bà Trưng mới đánh đuổi được Thái thú Tô Định, khôi phục lại nền độc lập dân tộc: "một xin rửa sạch nước thù, hai xin nối lại nghiệp xưa họ Hùng".[48]
2. Năm 43, nhà Đông Hán phái Phục Ba tướng quân Mã Viện đem quân sang đánh bại nước Hồng Lạc của Hai Bà Trưng, sau đó dựng cột đồng và đề mấy chữ: "đồng trụ chiết Giao Chỉ diệt", thời kỳ Bắc thuộc lần thứ hai mở màn. Mãi đến năm 544, Tiền Lý Nam Đế trục xuất được quân Lương, đặt quốc hiệu là Vạn Xuân mới khôi phục được nên độc lập dân tộc lần thứ nhì. Tuy nhiên sau đó nhà Tiền Lý phải trải qua một thời kỳ đấu tranh cam go chống quân Lương trở lại, rồi nội bộ lại chia rẽ khuynh loát lẫn nhau, cho tới năm 571 Hậu Lý Nam Đế thống nhất quốc gia nền thái bình mới được củng cố.[49]
3. Năm 603, tướng nhà Tùy là Lưu Phương chỉ huy quân đội tràn sang nước Vạn Xuân, cha con Lý Phật Tử và Lý Sư Lợi không chống nổi phải đầu hàng, từ đây lại bước vào thời kỳ Bắc thuộc lần thứ ba. Trong giai đoạn này cũng có sự trỗi dậy của Mai Hắc Đế và Bố Cái Đại Vương nhưng họ đều thất bại chóng vánh, cho đến khi Ngô Quyền đánh tan quân Nam Hán năm 938 trên sông Bạch Đằng, chính thức xưng vương mới chấm dứt hoàn toàn ách thống trị của các triều đại phong kiến phương Bắc, sử sách suy tôn Ngô Quyền là "ông tổ phục hưng dân tộc".[50]
4. Năm 668, Bảo Tạng Vương nước Cao Câu Ly bị kẹp giữa hai gọng kìm là quân nhà Đường ở phí Bắc và quân Tân La ở phía Nam, ông không địch nổi đành phải đầu hàng được Đường Cao Tông cho giữ chức công bộ thượng thư, Cao câu Ly trở thành An Đông đô hộ phủ trực thuộc đế quốc Đường. Năm 699, do làn sóng phản kháng dữ dội của dân bản xứ, triều Đường cử cựu hoàng tử Cao Câu Ly là Cao Đức Vũ (con trai thứ ba của Bảo Tạng Vương) đến bán đảo Liêu Đông, đặt cho tước hiệu "Triều Tiên vương" và đô úy một quận của An Đông đô hộ phủ để xoa dịu lòng dân, tuy nhiên Cao Đức Vũ đã lợi dụng địa bàn của mình là vùng đệm giữa nhà Đường và vương quốc Bột Hải nên đã tuyên bố tái lập quốc hiệu Cao Câu Ly xưa, các nhà sử học gọi chính quyền này là Tiểu Cao Câu Ly.[51]
5. Năm 1014, Æthelred không quyết đoán trở lại phục vị, nguyên nhân là do vị vua người Đan Mạch Svend Tveskæg đột ngột qua đời. Năm 1016, con trai Svend Tveskæg là Knud Đại đế đem quân trở lại đánh bại Edmund phi thường (con trai Æthelred không quyết đoán) để khôi phục địa vị của nhà Đan Mạch tại đảo Anh.[52]
6. Năm 1016, sau trận chiến Assandun, vua Edmund phi thường của triều đại Wessex thất bại thảm hại, buộc phải ký hiệp ước với Knud Đại đế của Vương quốc Đan Mạch chấp nhận đầu hàng, trong đó tất cả xứ Anh trừ vùng Wessex sẽ được kiểm soát bởi Knud Đại đế. Ngày 30/11 năm đó, Edmund phi thường chết, Knud Đại đế sát nhập luôn Wessex, trở thành vị vua duy nhất cai trị hoàn toàn vương quốc Anh. Cho đến năm 1042, tận dụng được thời cơ Canute III đột ngột qua đời do uống quá nhiều rượu khi tham dự một đám cưới ở Lambeth, người anh em cùng cha khác mẹ với Edmund phi thường là Edward Người Tuyên xưng Đức tin đã làm cuộc chính biến đoạt lại quyền lực, vừa trung hưng triều đại Wessex, đồng thời giành lấy độc lập lần thứ hai về cho nước Anh.[53]
7. Năm 1018, Đế quốc Bulgaria thứ nhất thôi tồn tại sau cái chết của Hoàng đế Ivan Vladislav, nguyên do bởi nước này bị Đế quốc Byzantine thừa cơ hưng binh sáp nhập, trong giai đoạn nội thuộc Đông La Mã có một vài trường hợp nổi dậy nhưng đều bị dập tắt. Cho đến năm 1185, Petăr IV được tuyên bố là Hoàng đế Bulgaria sau khi khởi nghĩa của Asen và Petar thành công, Đệ Nhị Đế quốc Bulgaria ra đời.[54]
8. Năm 1234, Kim Ai Tông liệu thế không chống nổi đế quốc Mông Cổ đành thiện nhượng cho người trong họ là Kim Chiêu Tông Hoàn Nhan Thừa Lân rồi thắt cổ tự vẫn, trong lúc vị vua mới đang làm lễ cúng tế cựu hoàng thì quân Mông Cổ tràn vào điện đường, một trận ác chiến diễn ra khiến vua tôi nước Kim bị thảm sát, nhà Kim diệt vong. Năm 1616, một hậu duệ của người Nữ Chân là Ái Tân Giác La Nỗ Nhĩ Cáp Xích đã nổi dậy tự xưng Đại Hãn, khôi phục quốc hiệu Kim, sử gọi là Hậu Kim, quốc gia của dân tộc Nữ Chân hồi sinh.[55] Đến đời vua Khang Hy, người Nữ Chân đã tiêu diệt nhà Nam Minh và các thế lực chống khác để hoàn thành công cuộc thống nhất Trung Hoa, mở ra thời kỳ thịnh vượng hơn một thế kỷ của nhà Thanh.
9. Năm 1279, quân Nguyên mở cuộc tấn công quyết định tiêu diệt nhà Nam Tống, Lục Tú Phu phải cõng Tống Thiếu Đế Triệu Bính nhảy xuống Nam Hải tự vẫn, lần đầu tiên trong lịch sử một triều đại của ngoại tộc thống trị toàn cõi Trung Hoa. Năm 1368, Minh Thái Tổ Chu Nguyên Chương sau khi dẹp hết các thế lực cát cứ Giang Nam đã đem quân đánh lên phía Bắc khiến Nguyên Thuận Đế phải bỏ chạy về thảo nguyên Mông Cổ, ngôi vua của người Hán được khôi phục sau 90 năm.[56]
10. Năm 1407, cha con Hồ Quý Ly và Hồ Hán Thương làm mất nước, nước Đại Ngu trở thành quận Giao Chỉ trong bản đồ nhà Minh. Sau đó ít lâu, một số quý tộc nhà Trần tuy quật khởi nhưng thất bại, mãi đến năm 1427 khởi nghĩa Lam Sơn giành thắng lợi, Lê Thái Tổ lên ngôi mới chính thức khôi phục ngôi vua cho người Việt.[57]
11. Năm 1422, Đệ Nhị Đế quốc Bulgaria tan rã, Sa hoàng Constantine II chấp nhận mất nước bởi sức mạnh không thể cưỡng nổi của Đế chế Ottoman, người Bulgaria nằm dưới ách thống trị của Thổ Nhĩ Kỳ ngót 5 thế kỷ. Năm 1878, Bulgaria giải phóng khỏi Ottoman, vị vua đầu tiên Alexander I đã thông qua tước hiệu hoàng thân để lập ra Công quốc Bulgaria nhưng vẫn lệ thuộc ít nhiều vào người Thổ, đến năm 1908, Hoàng thân Ferdinand I mới tuyên bố trở thành Sa hoàng để mở màn cho Đệ Tam Sa quốc Bulgaria.[58]